# Abraham
Abraham (hebrejsko אַבְרָהָם; sirsko ܐܒܪܗܡ Oraham; arabsko إبراهيمʾIbrāhīm) je ključna oseba v religioznih besedilih judovstva in krščanstva (1 Mz 11,26–25 v 1. Mojzesovi knjigi in posamične omembe drugje), kakor tudi v Koranu, sveti knjigi muslimanov.
Najprej se je imenoval Abram. Ime Abraham je dobil po sklenitvi zaveze z Bogom, kakor je opisana v 17. poglavju 1. Mojzesove knjige. Abram in Abraham sta narečni različici istega imena, čeprav priljubljena etimologija daljšo obliko razume kot »oče mnogih«. Njegova zgodba je zgodovina ustanovitve zaveze med Abrahamom in Bogom: Bog je poklical Abrahama, naj zapusti svojo deželo, družino in dom v Mezopotamiji zaradi nove dežele, družine in zapuščine v Kanaanu, obljubljeni deželi. Pojavile so se grožnje zavezi – nezmožnost zaploditi potomca, grožnja vezanosti na Egipt, pomanjkanje strahu pred Bogom. Vse so prešle in zaveza je bila vzpostavljena. Abrahamova zgodba se konča s smrtjo in pokopom njegove žene Sare v grob, ki ga je kupil v Hebronu (mesto v južni Judeji). Pred tem je svojega potomca Izaka poročil z ženo iz svojega ljudstva. Ti dve epizodi označujeta prvo pravico njegovih potomcev do dežele in nato izključitev prvotnih naseljencev, Kanaancev, iz izraelskega patrimonija.
Svetopisemska interna kronologija uvršča Abrahama okrog leta 2000 pr. n. št., toda zgodbe v 1. Mojzesovi knjigi ne morejo biti povezane z znano zgodovino tistega časa. Zato se večina biblične zgodovine več ne začenja z obdobjem očakov.

## Pripoved v 1. Mojzesovi knjigi
Abrahamova zgodba je opisana v Tanaku v 1 Mz 11:26-25:10.

### Abramov izvor in klic
Terah, iz desetega rodu po Noahu, je imel tri sinove: Abrama (kasneje se je imenoval Abraham), Nahorja and Harana. Haran je imel Lota (ki je torej bil Abrahamov nečak) in je umrl v rojstnem mestu, v Uru na Kaldejskem. Abraham se je poročil s Sarajo, ki je bila nerodovitna. Terah, Abram, Saraja in Lot so odšli proti Kanaanu, vendar so se ustalili v Haranu, kjer je Terah umrl. Star je bil 205 let (1 Mz 11,27-32). Jahve je rekel Abramu, naj zapusti svojo deželo in sorodnike ter odide v deželo, ki mu jo bo pokazal. Obljubil mu je, da bo iz njega naredil velik narod, ga blagoslovil, naredil njegovo ime veliko, blagoslovil tiste, ki blagoslavljajo njega, in preklel tistega, ki preklinja njega (1 Mz 12,1-3). Abram je bil star 75 let, ko je s svojo ženo Sarajo, nečakom Lotom in premoženjem ter osebami, ki jih je pridobil, zapustil Haran. Odšli so v Sihem v Kanaanu (1 Mz 12,4-6).

### Abram in Saraja
V kanaanski deželi je zavladala huda lakota. Zato sta Abram in Lot skupaj s svojim premoženjem odpotovala jug, v Egipt. Med potjo je Abram naročil Saraji, naj se izdaja za njegovo sestro, da ga Egipčani ne bi ubili (1 Mz 12,10-13). Ko so vstopili v Egipt, so faraonovi uradniki faraonu hvalili Sarajino lepoto. Tako jo je vzel v svojo palačo. Zaradi Saraje se je Abramu dobro godilo. Dobil je drobnico, govedo, osle, hlapce, dekle, oslice in kamele. Bog pa je prizadel faraona in njegovo hišo z več nadlogami, za katere je poskušal najti vzrok (1 Mz 12,14-17). Ko je odkril, da je Saraja poročena ženska, je faraon zahteval, da Abram in njegova hiša odidejo takoj, skupaj z vsem premoženjem (1 Mz 12,18-20).

### Abram in Lot se ločita
Ko so se vrnili v Betel, na področje Aj, je Abramova in Lotova številna živina zavzela iste pašnike (»in Kanaanci in Perizejci so prebivali v deželi«). To je postalo problem za pastirje oboje živine. Spori med pastirji so postali tako napeti, da je Abram predlagal Lotu, da si izbere drugo področje; ali na levi [na severu] ali na desni [na jugu], da ne bo sporov med brati. Toda Lot si je izbral vzhodno področje – pokrajino ob Jordanu. Tam je bila zemlja dobro namakana, vse do Coara. Naselil se je v mestih vse do Sodome. Abram je odšel na jug do Hebrona in se ustalil pri Mamrejevih hrastih. Tam je zgradil oltar in častil Boga (1 Mz 13,1-18).

### Abram in Kedorlaómer
Med maščevanjem Sodome in Gomore Elamu (1 Mz 14,1-9) so Lota elamske vojaške sile zajele skupaj z vso njegovo hišo. Elamska vojska je zbirala vojni dobiček potem, ko je porazila vojsko sodomskega kralja (1 Mz 14,8-12). Lot in njegova družina so tisti čas prebivali na obrobju Sodome, zaradi česa so bili lahek plen (1 Mz 13,12).
Nekdo, ko je ušel zajetju, je prišel do Abrama in mu povedal, kaj se je zgodilo. Abraham je takoj zbral 318 izurjenih služabnikov. Abramove elitne sile so se usmerile proti severu, da bi poiskale elamsko vojsko, ki je že bila šibkejša zaradi bitke v Sidimski dolini. Ko so se pri Danu srečali, je Abram zasnoval bojni načrt. Svojo skupino je razdelil na več enot in izvedel nočni napad. Ne le, da so osvobodili zajete, Abramove enote so v Hobi, severno od Damaska, ujele in zasužnjile elamskega kralja Kedorlaómerja. Osvobodili so Lota, njegovo hišo in imetje ter obnovili vse dobrine iz Sodome, ki so jim bile odvzete (1 Mz 14,13-16).
Po Ambramovi zmagoslavni vrnitvi se je z njim hotel srečati sodomski kralj v dolini Šavé (Kraljevi dolini). Salemski (Jeruzalemski) kralj Melkizedek, duhovnik Najvišjega Boga, je prinesel kruh in vino in ga blagoslovil. Abram je nato dal Melkizedeku desetino od vsega. Sodomski kralj je Abramu ponudil vse premoženje, če bi mu milostno vrnil njegove ljudi. Čeprav je Abram izpustil vse ujetnike, je zavrnil povračilo sodomskega kralja, razen deleža plena, ki je pripadal vojakom (1 Mz 14,17-24).

### Abrahamska zaveza
Abram je v videnju dobil Božjo besedo in ponovitev obljube o deželi in potomcih, ki jih bo nešteto kot zvezd. Abram in Bog sta sklenila zavezo in Bog je napovedal prihodnjo povezavo med Izraelom in Egiptom. Bog je Abrahamu opisal, katero ozemlje bodo zavzeli njegovi potomci: deželo, kjer sedaj prebivajo Kenéjci, Kenázovci, Kadmonéjci, Hetejci, Perizéjci, Rafájevci, Amoréjci, Kánaanci, Girgašéjci in Jebusejci (1 Mz 15,1-21).

### Abram in Hagara
Abram in Saraja sta poskušala ugotoviti, kako bo Abram postal oče mnogih narodov, saj sta že 10 let živela v Kanaanu in se iz Abramovega semena ni rodil nobeden otrok. Saraja mu je nato ponudila svojo egiptovsko služabnico, Hagaro, da bi morda lahko z njo imel otroka. Ko je Hagara ugotovila, da je noseča, je začela prezirati svojo gospodarico Sarajo. Nato je Saraja slabo ravnala s Hagaro, zato je slednja zbežala. Na poti je Božji angel govoril s Hagaro pri vodnjaku, ki stoji na poti v Šur. Rekel ji je, naj se vrne in da bo njen sin »pravi divji osel. Njegova roka bo proti vsem in roke vseh proti njemu; nasproti vsem svojim bratom se bo naselil.« Rekel ji je, naj svojega sina poimenuje Izmael. Hagara je nato klicala Boga, ki ji je govoril, El-roí (»Ali sem res tukaj videla tistega, ki me je videl?«). Od tega dne se vodnjak imenuje Beêr Laháj Roí. Storila je, kakor ji je bilo naročeno – vrnila se je k svoji gospodarici, da rodi otroka. Ko se je Izmael rodil, je bil Abram star 86 let (1 Mz 16,4-16).

### Abraham in Sara
13 let kasneje, ko je bil Abram star 99 let, je Bog določil njegovo novo ime: Abraham, oče množice narodov (1 Mz 17,5). Abraham je nato prejel navodila za zavezo glede obrezovanja (1 Mz 17,10-14). Obrezovanje je postalo nujni del velikega naroda; obvezovalo je vse moške; ne glede na to, ali so se v tej hiši rodili ali so bili kupljeni. Bog je določil tudi Sarajino novo ime – Sara, jo blagoslovil in rekel Abrahamu, da mu bo tudi po njej dal sina (1 Mz 17,15-16). Toda Abraham se je zasmejal in si rekel: »Ali se bo stoletniku rodil sin? Ali bo devetdesetletna Sara rodila?« (1 Mz 17,17). Takoj po srečanju z Bogom je obrezal vse osebe moškega spola v svoji hiši; dal je obrezati tudi sebe. Ob obrezi je bil star 99 let, Izmael pa 13 let (1 Mz 17:22-27).

### Abrahamovi trije obiskovalci
Nedolgo zatem, med dnevno vročino, je Abraham sedel pred vhodom v svojim šotorom pri Mamrejevih hrastih. Pogledal je navzgor in videl tri može. Tekel je k njim in se priklonil do tal, da bi jih pozdravil. Nato jim je ponudil vodo, da si umijejo noge, in hleb kruha. Sprejeli so ponudbo. Pohitel je v Sarin šotor, da bi naročil kolače, narejene iz boljše moke, in hlapcu naročil, naj pripravi izbrano tele. Ko je bilo vse pripravljeno, je vzel maslo, mleko in tele. Vse je položil prednje. Stal je poleg njih in počakal, da so pojedli (1 Mz 18,1-8).
Eden od obiskovalcev mu je rekel, da bo ob letu, ko se vrne, Sara imela sina. Medtem je na šotorskem vhod Sara slišala, kar je bilo izrečeno in se je zasmejala, da naj bi v svoji starosti imela otroka. Obiskovalec je vprašal Abrahama, zakaj se Sara smeje, da bi imela otroka v svoji starosti, in da Bogu ni nič pretežko. Prestrašena Sara je zanikala smeh (1 Mz 18,9-15).

### Abrahamovo pogajanje
Po obedu so Abraham in trije obiskovalci odšli do vrha, od koder se je videlo do mest pokrajine, da bi razpravljali o usodi Sodome in Gomore zaradi njunih grehov, ki so bili tako veliki, da so Boga pripravili so ukrepanja. Abrahamov nečak je živel v Sodomi, zato je Bog razodel svoje načrte o obsodbi mest. Dva obiskovalca sta odšla proti Sodomi. Nato se je Abraham obrnil h Gospodu in se pogajal z njim (od 50 oseb na manj) – »če bo tukaj vsaj deset pravičnih, ali boš prizanesel mestu?« Zaradi desetih pravičnih je Bog obljubil, da bo prizanesel mestu.(1 Mz 18,17-33) 
Ko sta obiskovalca prišla v Sodomo, da bi predstavila njuno sporočilo, sta hotela ostati na mestnem trgu. Abrahamov nečak Lot je vztrajal, da ta dva »moža« čez noč ostaneta v njegovi hiši. Zbor mož je stal pred Lotovim domom in zahteval, da privede gosta ven, da ju spoznajo. Lot je to zavrnil in zboru mož ponudil svoji deviški hčeri. To so zavrnili in hoteli vlomiti v Lotovo hišo, da bi zajeli gosta (1 Mz 19,1-9). Ta sta Lotu potrdila, da ju je Gospod poslal uničit mesto, saj je vpitje zaradi pregreh, ki je prišlo do njega, prehudo (1 Mz 19,12-13).
Naslednje jutro je Abraham stopil pred Gospoda. Pogledal je proti Sodomi in Gomori in videl, da v mestih na planoti ni bilo niti desetih pravičnih, saj sta goreli (1 Mz 19,27-29).

### Abraham in Abimeleh
Abraham se je naselil med Kadešem in Šurjem, v deželi Filistejcev. Ko je živel v Gerarju, je trdil, da je Sara njegova sestra. Ko je to slišal kralj Abimeleh, jo je dal privesti k sebi. Bog je prišel k Abimelehu v sanjah in izjavil, da bo to, da si jo vzame, vodilo do smrti, saj je poročena. Abimeleh se je ni dotaknil, pač pa je preiskoval, ali bi pobil pravičen narod, posebno odkar je Abraham trdil, da sta s Saro sorojenca. V odgovor je Bog povedal Abimelehu, da je njegovo srce brez krivde in da zato živi. Če Abrahamu ne bo vrnil njegove žene, bo Bog zagotovo uničil Abimeleha in njegovo celotno družino. Abimeleh je bil obveščen, da je Abraham prerok, ki bo molil zanj (1 Mz 20,1-7).
Naslednje jutro je Abimeleh s svojimi sanjami seznanil svoje služabnike in Abrahama vprašal, zakaj je prinesel takšno krivdo nad njegovo kraljestvo. Abraham je izjavil, da je menil, da se tukaj ne bojijo Boga in da bodo morda zaradi njegove žene ubili njega. Abraham se je branil, da to, kar je rekel, ni laž: »Ona je moja sestra, je hči mojega očeta, vendar ni hči moje matere, in tako je postala moja žena.« (1 Mz 20,12) Abimeleh jo je vrnil Abrahamu in mu dal ovce, volove in služabnike in dovoljenje, da se naseli kjerkoli na njegovi zemlji. Abrahamu je dal tisoč kosov srebra, ki naj služijo kot Sarino opravičenje pred vsemi ljudmi. Abraham je nato molil za Abimeleha in njegovo družino, saj je Bog storil, da so bile ženske neplodne, ker si je Abimelehu zahotelo Sare (1 Mz 20,8-18).
Ko je že nekaj časa živel na filistejski zemlji, sta prišla k njemu Abimeleh in Pihol, voditelja plemen, saj so spori prerasli v spopade. Abraham se je približal Abimelehu zaradi agresivnih napadov njegovih filistejskih služabnikov in zavzetja Abrahamovega vodnjaka. Abimeleh je incident ignoriral. Nato je Abraham ponudil zavezo tako, da je Abimelehu ponudil ovce in vole. Da bi dokazal, da je on tisti, ki je izkopal vodnjak, je Abimelehu kot dokaz ponudil sedem ovac. Zaradi te zaveze sta kraj vodnjaka poimenovala Batšeba. Potem, ko sta se Abimeleh in Pihol obrnila nazaj proti Filisteji, je Abraham v Beršebi posadil gozd in tam klical ime GOSPODA, večnega Boga (1 Mz 21,22-34).

### Izakovo rojstvo
Kakor je bilo prerokovano pri Mamrejevih hrastih leto poprej (1 Mz 17,21), je Sara zanosila in rodila sina Abrahamu; in sicer na prvo obletnico zaveze o obrezovanju. Abraham je bil star sto let, ko se mu je rodil sin Izak in obrezal ga je, ko je bil star 8 dni (1 Mz 21,1-5). Saro je misel, da bi v takšni starosti rodila in dojila otroka, spravljala v smeh, kakor je izjavila sama: »Bog mi je pripravil smeh; kdor bo to slišal, se mi bo nasmihal.«(1 Mz 21,6-7) Izak je rasel in na dan, ko ga je odstavila od prsi, je Abraham priredil veliko praznovanje. Med njim je Sara opazila, da se Izmael posmehuje; to opažanje je bil začetek kratenja Izmaelovih rojstnih pravic (1 Mz 21,8-13).

### Abraham in Izmael
Izmael je bil star 14 let, ko se je Abrahamov sin Izak rodil drugi materi, Sari. Sara je rodila svojega otroka, čeprav je že prešla rodna leta. Ko je videla, da se Izmael posmehuje Izaku, je naročila Abrahamu, da pošlje Izmaela in Hagaro stran. Izjavila je, da Izmael ne bo delil Izakove dediščine. Abrahama so ženine besede zelo prizadele in nasvet je iskal pri Bogu. Ta mu je povedal, naj se ne vznemirja in naj naredi, kakor je hotela žena. Bog je pomiril Abrahama, da se mu bo po Izaku imenovalo potomstvo. Prav tako mu je zagotovil, da bo iz Izmaela nastal narod, saj je njegovo potomec (1 Mz 21,9-13).
Naslednje jutro je Abraham privedel Hagaro in Izmaela. Dal ji je kruh in vodo in ju poslal stran. Tavala sta po divjini Beršebe, dokler nista povsem izpraznila posode z vodo. V trenutku brezupa je zajokala. Deček je nato klical k Bogu in njegov angel je zagotovil Haragi, da bo iz Izmaela nastal velik narod. Pojavil se je vodnjak, ki je rešil njuni življenji. Ko je deček odraščal, je postajal spreten lokostrelec v Paranski puščavi. Njegova mati mu je našla ženo iz svoje dežele – Egipta (1 Mz 21,14-21).

### Abraham in Izak
Na neki točki Izakove mladosti je bilo Abrahamu od Boga ukazano, naj mu žrtvuje svojega sina v deželi Morija. Abraham je potoval tri dni, da je prispel do gore, o kateri mu je govoril Bog. Spremstvu je naročil, naj ostane tam, on in Izak pa sta sama potovala na goro. Izak je tovoril drva, na katerih naj bi bil žrtvovan. Med potjo je vprašal očeta, kje je žrtvena žival, in odgovoril mu je, da bo »Bog sam priskrbel jagnje za žgalno daritev.« Ko je hotel Abraham žrtvovati svojega sina, ga je prekinil Božji angel. Za njim je videl ovna, ki se je »z rogovi zapletel v trnje«, in ga žrtvoval namesto sina. Za svojo poslušnost je prejel novo obljubo številnih potomcev in obilne blaginje. Po tem dogodku je Abraham odšel v Beršebo (1 Mz 22,1-19).

### Pozna leta
Sara je umrla in Abraham jo je pokopal v »Votlini očakov« (Machpelahova votlina) blizu Hebrona, ki jo je pridobil skupaj s sosednjimi zemljišči od Hetitijca Efrona (1 Mz 23,1-20). Po Sarini smrti si je Abraham vzel novo ženo, priležnico Keturo, s katero je imel šest sinov: Zimrana, Jokšana, Medana, Midjana, Jišbaka in Šuaha. (1 Mz 25,1-6) Abraham je živel 175 let (umrl je v zlatih starih letih) in v Machpelahovi votlini sta ga pokopala sinova Izak in Izmael. (1 Mz 25,7-10)

## Zgodovinskost in izvor

### Zgodovinskost
V prvi polovici 20. stoletja so vodilni strokovnjaki, kot sta William F. Albright in Albrecht Alt trdili, da so bili patriarhi in matriarhinje ali resnični posamezniki ali verjeten sestav ljudi, ki so živeli v »dobi očakov,« v 2. tisočletju pred Kristusom. V 70. letih so nova spoznanja o izraelski preteklosti in biblični teksti izzvali ta portret. Za to sta odgovorna Thomas L. Thompson z delom The Historicity of the Patriarchal Narratives (1974) in John Van Seters z delom Abraham in History and Tradition (1975). Thompsonov argument, ki je temeljil na arheologiji in starodavnih besedilih, je bil, da ni prepričljivega dokaza, ki bi kazal na očake, živeče v 2. tisočletju in da biblična besedila odražajo okoliščine in skrbi 1. tisočletja. Van Seters, ki se opira na preglede zgodb očakov, se strinja s Thompsonom, da njihova imena, socialno okolje in sporočila govorijo za to, da so bili stvaritve železne dobe. V začetku 21. stoletja, in kljub posameznim poskusom bolj konservativnih strokovnjakov, kot je Kenneth Kitchen, da bi ohranili pripovedi očakov kot zgodovino, so arheologi »opustili upanje na obnovitev kontekstov, ki bi potrdili, da so Abraham, Izak in Jakob zgodovinske osebnosti.

### Izvor pripovedi
Zelo verjetno je, da imajo zgodbe očakov pomembno ustno predzgodovino. Abrahamovo ime je očitno zelo starodavno, saj tradicija v 1. Mojzesovi knjigi več ne razume njegovega izvornega pomena, ki je verjetno »Oče je vzvišen«. Pomen, ki ga ponuja 1 Mz 17:5 – »Oče mnogih« – je priljubljena etimologija. Na nekaterih stopnjah izraelske zgodovine je ustna tradicija postala del pisne tradicije Tore. Večina strokovnjakov verjame, da je ta stopnja pripadala perzijskemu obdobju, okrog 520–320 pr. n. št. Način, kako se je to zgodilo, ostaja neznan, vendar obstajata dve pomembni hipotezi. Prva je avtorizacija perzijskega imperija. Ideja je, da je skupnost po izgnanstvu potrebovala legalno osnovo, na kateri je delovala znotraj perzijskega imperialnega sistema. Druga hipoteza se nanaša na skupnost meščanov, organiziranih okrog Templja. Tora ji je dajal kriterije, kdo ji naj pripada (pripovedi in rodovniki v Genezi) in osnovo za ustanavljanje struktur moči in relativnih položajev različnih skupin.
Zaključevanje Tore in njeno povzdignjenje v središče judaizma po vrnitvi iz babilonskega izgnanstva je bilo bolj kot pisanje novih besedil kombiniranje starih – končna verzija Tore je temeljila na obstoječih tradicijah. V Knjigi preroka Ezekijela (Ez 33,24), napisani v izgnanstvu (v prvi polovici 6. stoletja pr. n. št.) Ezekijel, izgnanec v Babilonu, pripoveduje, kako so ti, ki so ostali v Judi, trdili, da so lastniki dežele zaradi nasledstva po Abrahamu. Ezekijel pravi, da nimajo te pravice, saj ne premišljujejo Tore. Knjiga preroka Izaije (Iz 63,16) podobno priča o napetostih med ljudstvom Jude in Judi, ki so se vrnili iz izgnanstva (gôlâ). Trdi, da je Bog oče Izraela in da se izraelska zgodovina začne z eksodusom in ne z Abrahamom. Zaključek, ki ga lahko izpeljemo iz teh in podobnih dokazov (npr. Ezra – Nehemija), je, da je bil Abrahamov lik preeminenten med velikimi lastniki zemljišč v Judi v času izgnanstva in kasneje, in da jim je služil v njihovih težnjah po lastništvu zemlje, ko so nasprotovali tem, ki so se vrnili iz izgnanstva.

## Abraham v religioznih tradicijah
Abrahamu je zelo spoštovan v treh glavnih svetovnih religijah, judovstvu, krščanstvu in islamu. V judovstvu je praoče zaveze, posebnega odnosa med judovskim narodom in Bogom. Po tem verovanju imajo judje edinstveno mesto kot Božje izvoljeno ljudstvo. Krščanstvo in islam sta v svojih začetkih izzvala ta poseben odnos. O Abrahamu tako sveti Pavel kot Mohamed trdita, da je veroval pred dejstvom. V obeh primerih je bilo dejstvo Mojzesov zakon ali njegov simbol – obrezovanje. Za Pavla je Abrahamova vera v Boga iz Abrahama naredila prototip vseh verujočih, tako obrezanih kot neobrezanih. Za Mohameda je Abrahamova vera ločila islam, podreditev Bogu, od Tore. Torej je Abraham, po svoji veri (Pavel) ali po svoji podreditvi (Mohamed), spodkopal judovsko trditev o ekskuzivnem odnosu z Bogom in zavezi.

### Judovstvo
V judovski tradiciji Abrahama imenujejo Avraham Avinu (אברהם אבינו), »naš oče Abraham,« kar kaže, da je tako biološki prednik Judov (vključno s spreobrnjenci, glede na judovsko tradicijo) in oče judovstva, prvi jud. Njegovo življenje prebirajo v tedenskih berilih iz Tore, predvsem v parašah Lech-Lecha (לֶךְ-לְךָ), Vayeira (וַיֵּרָא), Chayei Sarah (חַיֵּי שָׂרָה) in Toledot (תּוֹלְדֹת).

### Krščanstvo
Abraham (Abram)  se v krščanstvu ne pojavlja tako pogosto kot v judovstvu in v islamu. Jezus je tisti, ki je Mesija in je središčen za krščanstvo. Ideja nadnaravnega Kristusa je to, kar ločuje krščanstvo od drugih dveh religij. V 4. poglavju Pisma Rimljanom je bolj kot Abrahamova poslušnost Bogu pomembna njegova vera v Božjo brezmejno milost. Zaradi njegove vere ga je Bog izbral za zavezo in zaveza se je uresničila zaradi vere in ne zaradi poslušnosti. V evharistični molitvi »rimskega obreda«, ki jo molijo med sveto mašo v rimskokatoliški Cerkvi, Abrahama imenujejo »oče naše vere.« Naveden je na svetniških koledarjih več denominacij: 20. avgusta v maronitski Cerkvi, 28. avgusta v koptski Cerkvi in vzhodni asirski Cerkvi (v edinosti z Rimom) in 9. oktobra v rimskokatoliški Cerkvi in Luteranski cerkvi Misuorske sinode. Abraham je zavetnik gostincev. Vzhodna pravoslavna Cerkev ga obeležuje kot »pravičnega očaka Abrahama« z dvema prazničnima dnevoma v koledarju. Prvi je 9. oktober (22. oktobra po gregorijanskem koledarju), kjer je naveden skupaj s svojim nečakom, »pravičnim Lotom«. Drugi je »nedelja očakov« (dve nedelji pred božičem); ko ga obeležujejo skupaj z drugimi Jezusovimi predniki. Abraham je omenjen v Božanski liturgiji Bazilija Velikega, takoj pred anaforo. Ko duhovnik moli za mladoporočenca, ju priporoča Abrahamu in Sari.

### Islam
Islam se osredotoča na Abrahama (arabsko إبراهيم, latinizirano: Ibrāhīm) bolj kot judovstvo ali krščanstvo, vendar s pomembno razliko: v judovstvu je pomembno, da nekdo postane Abrahamov potomec po rojstvu, v krščanstvu postane po veri, za islam pa je potomstvo nepomembno – Abraham ni oče verujoče skupnosti, ampak povezava verige prerokov, ki se je začela z Adamom in vodila do Mohameda.
Ibrahim je omenjen v 35 poglavjih Korana, pogosteje kot katerakoli biblična oseba razen Mojzesa. Imenovan je tako hanif (monoteist) kot musliman (ta, ki se podredi bogu) in muslimani ga obravnavajo kot preroka in očaka. Je arhetip pravega muslimana in častitega prenovitelja Kaabe v Meki.
Islamske tradicije obravnavajo Ibrahima kot prvega Pionirja islama – ta se imenuje tudi millat Ibrahim, »religija Abrahama«. Trdijo, da sta bil njegov namen in poslanstvo izpovedovati enost boga. V islamu ga naslavljajo »Ibrahim El Khalil«, kar pomeni [Alahov] prijatelj Abraham.  Ko je Ibrahimu bilo naročeno žrtvovati, je za to vzel Izmaela. Ko je hotel uporabiti nož, je bog pod njegovo roko namestil ovco. Od tega dne na vsak Eid al-Adha muslimani po vsem svetu koljejo ovce, da bi sledili Abrahamovi poti, ki se imenuje Kurbani (žrtvovanje?).

### Bahajstvo
Baha Ulah, prerok bahajstva, je pripisal najvišji religiozni položaj Abrahamu in na splošno prerokom, omenjenim v drugih Abrahamskih religijah. Skliceval se je na rodbino potomcev od Abrahama preko Keture in Sare. Baha Ulah je dejansko izgubil sina, ki mi je bilo ime Mírzá Mihdí. Ko je bil nato v zaporu, je slavil svojega sina in povezal kasnejše olajšanje omejitev z njegovo predsmrtno molitvijo in jo primerjal z nameravanim žrtvovanjem Abrahamovega sina.

## Abraham v umetnosti

### Slikarstvo in kiparstvo
Upodobitve Abrahamovega življenja se osredotočajo predvsem na žrtvovanje Izaka, srečanje z Melkizedekom, srečanje s tremi angeli in Hagaro v puščavi. Martin O'Kane, profesor bibličnih znanosti, piše, da je prilika o Lazarju, ki počiva v Abrahamovem naročju, kot je opisano v Evangeliju po Luku, postala ikona v krščanskih delih. O'Kane pravi, da se umetniki pogosto preusmerijo od običajnega portretiranja Lazarja, ki sedi poleg Abrahama na nebeški gostiji, in se osredotočajo na »nekako neskladno predstavo o Abrahamu, najvišjemu od praočetov, ki drži v naročju golega in ranljivega otroka.« Abrahamovo življenje je navdihovalo več umetnikov, med drugimi Albrechta Dürerja (1471–1528), Caravaggia (1573–1610), Donatella, Rafaela, Philipa van Dycka (1680–1753), and Claudea Lorraina (1600–1682). Rubens je ustvaril precej del, Rembrandt van Rijn (1606–1669) najmanj sedem, Marc Chagall najmanj pet, Gustave Doré (1832–1883) šest in James Jacques Joseph Tissot (1836–1902) več kot dvajset.
Sarkofag Juniusa Bassusa prikazuje več biblijskih zgodb, vključno z Abrahamovim žrtvovanjem Izaka. Ti prizori so na zunanji strani marmornega zgodnjekrščanskega sarkofaga, v katerem je pokopan Junius Bassus, ki je umrl leta 359. Sarkofag opisujejo kot »verjetno edini najslavnejši primer zgodnjekrščanske reliefne skulpture.« Sarkofag je bil najprej umeščen v ali pod staro baziliko svetega Petra. Ponovno so ga odkrili leta 1597, in je zdaj v Museo Storico del Tesoro della Basilica di San Pietro (muzej bazilike Svetega Petra) v Vatikanu. Ploski relief meri približno 122 × 244 × 122 cm. Prikazani starozavezni prizori so bili izbrani kot predhodniki Kristusovega darovanja v Novi zavezi, v zgodnji obliki tipologije. Desno od sredine je prikazan Danijel v levji jami in na levi je Abrahamovo žrtvovanje Izaka. 
George Segal je leta 1987 ustvaril figuralne skulpture s polaganjem omavčenih gaz preko živih modelov v svojem delu Abrahamovo slovo od Izmaela. Človeške razmere so bile središče njegovega zanimanja in Segal je kot vir svoje predstavitve uporabil Staro zavezo. Skulptura prikazuje Abrahamovo dilemo, ko je Sara zahtevala, da izžene Hagaro in Izmaela. V tej skulpturi očetova nežnost, Sarin bes in Hagarino resignirano sprejemanje prikazujejo nabor človeških čustev.

### Književnost
Strah in trepet (dansko Frygt og Bæven) je vplivno filozofsko delo Sørena Kierkegaarda, ki ga je izdal leta 1843 pod psevdonimom Johannes de silentio (Janez Tihi). Kierkegaard je hotel razumeti tesnobo, ki jo je doživljal Abraham, ko mu je Bog naročil žrtvovati lastnega sina.

### Glasba
Leta 1994 je Steve Reich izdal opero The Cave. Naslov se nanaša na Votlino praočetov. Libreto temelji na zgodbi Abrahama in njegove družine, kakor jo opisujejo različna religiozna besedila in kakor jo razumejo ljudje iz različnih kultur in religioznih tradicij.
Highway 61 Revisited Boba Dylana je naslov singla in istoimenskega albuma. Leta 2004 ga je revija Rolling Stone uvrstila na 364. mesto na svoji lestvici 500 Greatest Songs of All Time. Pesem ima pet kitic. V vsaki kitici nekdo opiše neobičajen problem, ki se vedno razreši na avtocesti št. 61. V prvi kitici bog naroči Abrahamu »ubij svojega sina zame«. Bog hoče, da se umor zgodi na avtocesti št. 61. Abram, prvotno ime bibličnega Abrahama, je tudi ime Dylanovega očeta.